# Усуни
Усуни (кит. 烏孫) или Асии— кочевое племя индоевропейского происхождения, обитавшее в древности на севере современного Синьцзяна, а затем в гуннскую эпоху переселившееся на территорию Семиречья. Историю усуней можно проследить начиная с II в. до н. э. Александр Бернштам считал, что кушаны и усуни разные этнонимы одного и того же племени. По словам Боровковой Л.А. усуни были родственны юэчжам.
Согласно свидетельству Янь Шигу, усуни отличались от других обитателей Западного края: были среднего роста, имели голубые глаза и рыжие волосы. Глава общества усуней носил титул гуньмо (великий гуньми), а его родичи именовались далу. Столица усуней Чугу-чэн (Кызыл Ангар[уточнить], город Красной долины) предположительно находился на берегу Иссык-Куля (современное село Кызыл-Суу — центр Джети-Огузского района Киргизии). Государство усуней делилось на три части: восточную, западную, центральную. Усуни вели войны с кангюями и гуннами за пастбища, имели широкие дипломатические и родственные связи с Китаем. Общество усуней достигло уровня государственности. Источники упоминают город Усунь. Оседлые усуни жили в постоянных жилищах, построенных из сырцового кирпича и камня, а кочевые в юртах.

## Этническая принадлежность
Ранее высказывались предположения о тождественности усуней и исседонов античных источников. Согласно Николаю Николаевичу Лысенко: «античная традиция не знает ни этнонима усунь, ни этнонима юэчжи, которые, как хорошо показал в своей работе А. Н. Бернштам, являются своего рода китайской транскрипцией античного этнонима асии (усунь — кит. ист.) и древнеиранского тохар (юэчжи — кит. ист.)». Так же А. Н. Бернштам писал: «Асии — это древние исседоны, восточная ветвь массагетов». Согласно Николаю Николаевичу Лысенко: «Почти к такому же выводу [сделанному А. Н. Бернштамом о тождественности этнонимов асии и усунь] впоследствии пришёл М. В. Крюков, считающий, что древняя форма этнонима усунь — „должна быть близка к asuen“».
В более поздних источниках наивысшей авторитетности усуни трактуются как часть индоевропейской (индоиранской) общности.
Ю. А. Зуев, основываясь на сведениях китайских летописей, отождествлял усуней с гуннами и высказывал предположение, что «усуньский путь» был самым ранним направлением «распространения тюркского массива на запад».
По мнению Р. Г. Кузеева, из множества гипотез о происхождении усуней заслуживают внимания те, которые допускают определяющее участие в их этногенезе племён сакского союза, а позже — монголов и особенно тюрков. Он отождествляет древний этноним усунь с тюркским уйсун и монгольским ушин. По его мнению, участие монгольских элементов в формировании усуней (и напротив, усуньских — в сложении этнического состава монголов) представляется довольно вероятным.
Гипотеза
Современные казахстанские исследователи настаивают на их тюркском происхождении, ссылаясь на то, что среди казахского народа присутствуют крупные тюркские роды «уйсуни» и «канглы»; такого же мнения придерживались в давние времена синологи Фридрих Хирт, Отто Франке, Йозеф Маркварт и частично Поль Пелльо. Мнение о тюркоязычности усуней разделяли историк и этнограф тюркских народов Н. А. Аристов (1847—1910) и японский учёный Куракити Сиратори, дешифровавший некоторые усуньские титулы и имена, сохранившиеся в китайской династийной истории Цянь Ханьшу.

## История

### Расселение
Первоначально усуни жили в районе провинции Ганьсу по соседству с юэчжами, а затем из-за раздора с ними во II веке до н. э. (160 году до н. э.) переселились на земли саков-тиграхауда в Семиречье. К 139 году до н. э. усуни уже были привычными обитателями Семиречья, смешанными с саками и оставшимися юэчжами, но эти сведения дошли до Китая только через Чжань Цяня. В начале нашей эры обозначились противоречия усуней с хунну.
В I веке до н. э. их численность достигала 630 тыс. человек или 120 000 юрт. Основная территория усуней располагалась в Илийской долине, а западная граница проходила по рекам Чу и Талас, где усуни граничили с Кангюй. На востоке они имели общую границу с гуннами, а на юге их владения граничили с Ферганой. Ставка верховного правителя Великого Гуньми находилась в городке Чигу в 8900 [ханьских] ли от столицы Хань Чанъани.
В 170-х годах до н. э. вождь хунну Модэ разбил усуней и присоединил Восточный Туркестан к своему государству. Гуньмо усуней был вынужден явиться в ставку Модэ и признать его власть над усунями. После этого усуни сыграли важную роль как часть воинской силы Хунну в том числе во время разгрома племени юэчжей. Китайский посол в Давань Чжан Цянь обнаружил, что усуни живут кочуя со скотом, по обычаям схожи с хунну, могут выставить несколько десятков тысяч отважных лучников. Впоследствии китайские дипломаты оценили полную силу усуней в 188 800 воинов.

### Усуни между Хань и Хунну (108 год — 64 год до н. э.)
Когда держава Хунну стала ослабевать, Китай старался всеми силами заручиться поддержкой усуней против их правителей. В 108 году до н. э. Китай отправил посольство к усуням, первым был Чжан Цянь, но те были осторожны и на явный союз не решались. Китайцы быстро обнаружили, что у старого гуньмо (его имя было Лецзяоми) было 10 сыновей и средний Далу был сильным воином и хорошим предводителем с 10 000 воинов в аймаке, но наследником был сын старшего брата Цэньцзоу (скорее всего это не имя, а титул). Порядок наследования у усуней установлен не был, а старый гуньмо склонился к просьбе старшего сына передать престол старшему внуку вместо второго из сыновей. Таким образом государство раскололось на три части: 10 000 воинов у Далу, 10 000 у Цэньцзоу и 10 000 у старого Гуньмо. Знать усуней не желала союза с Хань и связанных с этим миграций для охраны границ империи от хунну, а гуньмо не мог навязать свою волю расколотому народу и поэтому решили только отправить посла в китай, подарить лошадей и поблагодарить Хань У-ди. Узнав об усилении Китая усуни стали колебаться и гуньмо решил попросить руки китайской принцессы. Гуньмо отправил императору 1000 лошадей в подарок. Китайцы отправили, в 107—105 годах до н. э. Лю Сицзюнь, дочь одного из князей, в жёны гуньмо. Её сопровождало множество слуг, чиновников и богатые дары.
Хотя усуни и взяли китайскую принцессу в качестве младшей жены гуньмо, старшей женой была дочь правителя Хунну, усуни относились подозрительно к китаянке. Ей построили отдельный дворец в китайском стиле и она видела своего мужа один раз в три месяца, когда он приходил к ней на пир (и за императорскими подарками), учитывая огромную разницу в возрасте и незнание гуньмо китайского языка, Сицзюнь чувствовала себя одинокой. В «Хань Шу» сохранились написанные ей стихи:
吾家嫁我兮天一方，
远托异国兮乌孙王。
穹庐为室兮旃为墙，
以肉为食兮酪为浆。
居常土思兮心内伤，

愿为黄鹄兮归故乡。Хань Шу
Отвезли в чужое царство за усуньского(узун) царя;
Живёт в круглой хижине, обтянутой войлоками,
Мясом питается, пьёт молоко.
Как вспомню об отчизне, — сердце занывает.
По настоянию гуньмо и Императора Сицзюнь была передана в жёны Цэньцзоу (она противилась, это было против китайских обычаев). Цэньцзоу вступил на престол под именем Миньцзюсюйми. Она родила ему дочь Шаофу и умерла. Император женил Сицзюня на своей родственнице Лю Цзею. Наследником был Ними, сын хуннской царевны, регентом был сын Далу по имени Вэнгуйми. По смерти Сицзюня Вэнгуйми занял престол под именем Фэйван и женился на Цзею. Брак оказался удачным: их старший сын Юаньгуйми, второй сын Ваньнянь — князь Яркенда, третий Далэ возглавил левое крыло войска, дочь Диши жена князя Куча, Сугуан вышла за одного из усуньских князей.
При Хань Чжао-ди (примерно в 75 году до н. э.) Цзею написала, что Хунну устроили рейд на Чеши и собирались вместе с чешисцами напасть на Усунь. Смерть Чжао-ди помешала ответным действиям Хань.
В 74 году до н. э. Хань Сюань-ди узнал из письма Цзею и гуньмо, что Хунну напали на Усунь, захватили Чеяньуши, забрали много людей и требуют прекратить связь с Китаем и выдать шаньюю Цзею. Гуньмо был готов выступить против хунну с 50 000 своих лучших воинов (возможно гуньмо мог рассчитывать только на своих личных воинов), но ставку и царевну должны защитить китайцы. В 71 году до н. э. Сюань-ди выделил 150 000 воинов и 5 генералов, пристав Чан Хуэй отправился в ставку усуней. Усуни взяли ставку лули-князя, в плен попали знатные хунну, 40 000 простых хунну и 700 000 скота.

### Вмешательство Хань (63 год — 51 год до н. э.)
В 64 году до н. э. начались переговоры о свадьбе Юаньгуйми и китайской принцессы. При императорском дворе были разные мнения: одни (Сяо Ванчжи) считали союз с усунями ненадёжным по причине значительности расстояния. Но Император решил поддержать связь. 300 усуней приехали в Китай для организации свадьбы. Император выбрал младшую сестру Лю Цзею и поселил её во дворце повелев учить усуньский язык. Император лично присутствовал на пиру, где продемонстрировал хуннской знати серьёзность намерений Хань в отношении укрепления связей с усунями. До отправки невесты пришло известие о смерти гуньмо Вэнгуйми и избрании Ними (сын хуннки) под именем гуньмо Куанван (狂王). Сяо Ванчжи предложил императору отменить свадьбу и прекратить отношения с усунями, как бесперспективные. При таких условиях император согласился.
Несмотря на это Куанван взял в жёны Лю Цзею (он стал её третьим мужем) и она родила ему сына — Чими. Супруги не знали любви, да и усуньский народ не слишком любил его. Цзею уговорила китайских послов убить Куанвана на устроенном ей пире. Китайский воин ударил Куанвана мечом, но лезвие соскользнуло и тот смог сбежать. Сишэньшоу (первый сын Куанвана) окружил китайцев в Чигу. Осада продлилась несколько месяцев, пока не подошли войска наместника Западного Края Чжэн Цзи. Император послал Куанвану лекарства, 20 цзиней золота и немного шёлка. Послов виновных в нападении казнили. Чжан Вэну было поручено провести следствие с Цзею, при этом он бил её по голове и ругал. По возвращении в Китай он также был казнён уже по жалобе от Цзею. Цзи Ду, сопровождавший врачей, был сослан на производство шёлка за то, что не смог воспользоваться случаем убить Куанвана, когда тот был с небольшим эскортом.
Между тем сын Вэнгуйми от хуннской жены — Уцзюту, пока Куанван был ранен, собирал свою партию на севере. Он объявил, что хунну готовы помочь ему. В быстром нападении он убил Куанвана и стал гуньмо. Китайцы быстро собрали 15 000 войск в Дуньхуане и стали разведывать обстановку. К счастью жена одного из князей, китаянка Пин Ляо, пользовавшаяся доверием как в Чанъани так и среди усуньской знати, организовала переговоры, по результатам которых Уцзюту уступил половину владений Юаньгуйми и признал того старшим гуньмо с 60 000 юрт, а себя младшим с 40 000. Юаньгуйми не был любим усунями. Вскоре они оба умерли.
После смерти обоих гуньмо, Цзею, в 51 году до н. э. попросила разрешить ей вернуться в Хань. Император разрешил и она вернулась с тремя выжившими своими детьми и внуками, ей было 70 лет. Ей дали дворец и содержание, через два года она умерла.

### Междоусобная война и покорение Китаем, Распад (51 год до н. э. — 3 год н. э.)
Китайцы поставили малолетнего гуньмо Синми, сына Юаньгуйми. Усуньским князьям дали китайские золотые печати. Синми был слабым гуньмо, но царствовал спокойно. Ему наследовал сын Цылими. Другим гуньмо был Фули, сын Уцзюту, он был убит своим братом Жиэром. Младшим гуньмо был назначен китайский ставленник Аньжи, сын Фули. Жиэр бежал в Кангюй, но был убит там подосланными старейшинами. Вскоре Аньжи также был убит. Китайцы возвели на престол его брата Мочжэньцзяня. На какое-то время в стране усуней воцарился мир. Мочжэньцзянь боялся Цылими и послал старейшину Ужилина заколоть его кинжалом. Старшим гуньмо китайцы поставили внука Цылими — Ичжими. Младший гуньмо Мочжэньцзянь также вскоре был убит и его сменил племянник Аньжицзы. Фаньцю — старший сын Мочжэньцзяня был обезглавлен китайцами за преступление отца в 11 году до н. э.
Бэйюаньчжи, младший брат Мочжэньцзяня, бежал в Кангюй и собрал там 80 000 сторонников для покорения обоих гуньмо. В 1 году до н. э. старший гуньмо Ичжими приехал в Китай, где встретился с шаньюем Учжулю и императором Хань Ай-ди. В 3 году н. э. Бэйюаньчжи убил Ужилина и был награждён китайцами. Вскоре неожиданным ударом наместник Сунь Цзянь убил Бэйюаньчжи. Разведённые и ослабленные, усуни перестали играть роль во внешней политике, хотя и покоя в их землях не было.
К этому времени китайцы установили свою администрацию в стране усуней из примерно 15 чиновников во главе с сянь-далу. См. далу (титул).
В общем усуни были по описанию китайских дипломатов (в Хань Шу) в обычаях сходными с хунну, а народ характеризовали как: «суровый, злой, алчный, неверный, сильный в разбое».
Распад. Жизнь кунбага Ними-Куанвана была сочтена. После покушения на кунбага Ними-Куанвана один из участников заговора, представитель усуньской династии, укрылся в горах и ждал благоприятного момента для нового покушения. Когда такой момент наступил,он неожиданно нападает и убивает кунбага. Именно после этого,точнее с середины 60-х и до 45-го года до н.э., идет непрекращающаяся борьба за верховную власть между хуннской и ханьской ветвями наследников кунбага. Китай постоянно вмешивался в эту борьбу. В итоге государство Усунь разделилось на две части владения старшего и младшего кунбагов.

## Общественное устройство
- Титул главы государства — гуньмо;
- Племенная и родовая знать — беки[11]
- Общество состояло из богатых людей, дружинников, жрецов и рядовых скотоводов и земледельцев;
- Существовала частная собственность на скот и на землю[13][14][15][30]. Богатые вожди пользовались лучшими пастбищами.

## Хозяйство
Скотоводство играло в жизни усуней определяющую роль. Усуни разводили преимущественно лошадей и овец. Частная собственность распространялась не только на скот, но и на землю. Самыми богатыми считались усуни, имевшие 4—5 тысяч лошадей. Своих лошадей усуни метили племенной тамгой (тавро). Тамга усуней изображала ворона. Размеры погребального кургана зависели от положения в обществе и степени богатства. Ювелирные изделия, оружие отражали их религиозные представления и взгляды на мир.
Хозяйство усуней было комплексное — скотоводческо-земледельческим. Китайские источники отмечают, что земли усуней были ровными и травянистыми, но холодными и дождливыми, с хвойными лесами в горах и характеризуют усуней как кочевников. Усуни разводили лошадей, овец, коз, двугорбых верблюдов, ослов. В стаде преобладали лошади и овцы. Расстояние между зимовками и летовками было небольшим и составляло от 30 до 100 км. Поэтому усуни могли долгое время оставаться на местах зимовок и летовок, где строили постоянные жилища, возделывали поля и огороды, строили каналы и арыки. Доказательством оседлости и занятия земледелием служат поселения с постоянным жилищами двух типов: кирпичные, построенные из сырцового кирпича, и каменные. Каждый такой дом состоял из большой комнаты, нескольких подсобных построек и загонов скота. 5—6 домов составляли поселение. И всё же главным жилищем усуней была юрта. Усуни разрабатывали месторождения свинца, меди, олова, золота. Из железа изготовляли — серпы, ножи, мечи, кинжалы, наконечники стрел. Из цветного камня и благородных металлов делали бусы, серьги, украшения для одежды. Керамическую посуду изготовляли в большем количестве. Основными видами керамики были: чаши, миски, грушевидные кувшины, котлы с каменными ручками. Усуни умели ткать, прясть и обрабатывать шкуры, занимались резьбой по кости и камню. Для измельчения зерна из двух плоских камней изготавливали ручную мельницу.

## Культура
Яркий памятник ювелирного искусства усуней — Каргалинская диадема, найденная в Каргалинском ущелье, недалеко от Алма-Аты, на высоте 2300 м. Диадема состоит из золотой пластинки длиной 35 см и шириной 4,7 см, которая украшена изображениями зверей, птиц и людей в окружении сложного растительного орнамента. Диадема украшена вставками из бирюзы, сердолика и альмандина. Датировка — I в. до н. э. — II в. н. э. Главная тема диадемы — изображение модели Вселенной: животные символизируют жизнь на земле, птицы — небо, крылатые кони — солнце. Идеи диадемы схожи с идеями индоиранских народов в древности. В погребении найдено 400 разных украшений.

## Список правителей
Между 64 и 51 годом до н. э. по требованию китайцев усуни разделились в пропорции 60 к 40 между старшим и младшим гуньмо. Номинальным правителем был старший гуньмо.
| Имя                   | Годы                           | Примечание                                                  |
| --------------------- | ------------------------------ | ----------------------------------------------------------- |
| Лецзяоми              | до 108 года до н. э.           | В 108 году до н. э. был стар, имел 10 сыновей               |
| Цэньцзоу Миньцзюсюйми | умер до 75 года до н. э.       | Сын старшего сына Лецзяоми                                  |
| Вэнгуйми Фэйван       | не позднее 75 года до н. э.    | Сын среднего сына Лецзяоми — Далу                           |
| Ними Куанван          | вступил после 64 года до н. э. | Сын Вэнгуйми от хуннской жены                               |
| Уцзюту                | умер до 51 года до н. э.       | Сын Ними Куанвана от хуннской жены. Младший гуньмо          |
| Юаньгуйми             | между 64 и 51 годом до н. э.   | Сын Вэнгуйми Фэйвана от китайской жены. Старший гуньмо      |
| Синми                 | После 51 года до н. э.         | Сын Юаньгуйми. Старший гуньмо                               |
| Цылими                |                                | Сын Синми. Старший гуньмо                                   |
| Фули                  |                                | Младший гуньмо, сын Уцзюту                                  |
| Аньжи                 |                                | Младший гуньмо, сын Фули                                    |
| Мочжэньцзянь          |                                | Младший гуньмо, сын Фули. Убил Цылими                       |
| Ичжими                | Умер после 1 года н. э.        | Старший гуньмо, внук Цылими                                 |
| Аньжицзы              |                                | Младший гуньмо, племянник Мочжэньцзяня                      |
| Бэйюаньчжи            | Убит китайцами в 3 году н. э.  | Сын Фули, претендовал на объединение усуней. Убит китайцами |

## Археологические памятники усуней
| № | Основные периоды                         | Памятники |
| - | ---------------------------------------- | --- |
| 1 | Каратальский период (III—I вв. до н. э.) | Каратал, Каргалы, Капчагай, Унгиркора, Кызыл-еспе, Бесшатыр, Утеген, Калкан, Акшокы, Бетагаш, Сарытогай, Кенесай, Бурака, Шелпек, Бурундай |
| 2 | Семиречинский период (I—III вв. н. э.)   | Талгар, Бастау, Актас, Сарытау, Узынбулак, Кызылкайнар, Курты, Караша, Шошкалы                                                             |
| 3 | Илийский период (IV—V вв. н. э.)         | Актас, Унгир-кора, Шолак-жиде |

## Современные носители этнонима
Р. Г. Кузеев отождествляет древний этноним усунь с тюркским уйсун
- В Старшем жузе у казахов есть родовое объединение уйсун, в которое входят роды: албаны, суаны, дулаты, шапрашты, ысты, ошакты, сиргели, сары уйсин.